# Wesley Snipes
Wesley Trent Snipes (ur. 31 lipca 1962 w Orlando) – amerykański aktor i producent filmowy.
W 1998 otrzymał własną gwiazdę w Alei Gwiazd w Los Angeles znajdującą się przy 7020 Hollywood Boulevard.

## Życiorys

### Wczesne lata
Urodził się w Orlando na Florydzie jako syn Rudolpha Snipesa, wojskowego Amerykańskich Sił Powietrznych, i Marion, dorastał na ulicach nowojorskiego Południowego Bronxu. Ukończył artystyczną szkołę średnią High School for the Performing Arts w Nowym Jorku. Swoją edukację kontynuował w szkole średniej w Orlando. W latach 1978–1982 uczęszczał na Uniwersytet Stanowy Nowego Jorku (SUNY) w Purchase w stanie Nowy Jork na kierunek sztuki teatralnej, jednak dyplom uzyskał w 1985. Występował w objazdowych teatrach i regionalnych produkcjach. W 1985 podjął pracę jako instalator telefoniczny koło Nowego Jorku.

### Kariera
Zadebiutował na scenie Broadwayu w dwóch spektaklach – Chłopaki zimy (The Boys of Winter, 1985) jako L. B. i Egzekucja sprawiedliwości (Execution of Justice, 1986) w potrójnej roli Richarda Pabicha, siostry Boom Boom i Sullivana, a także wystąpił w sztuce Wole Soyinki Śmierć i królewski koniuszy (Death and the King’s Horesman). Przyłączył się także do podróżnej trupy aktorskiej Struttin'Street Stuff, występując w pobliskich parkach i szkołach.
Swoją karierę na dużym ekranie rozpoczął od udziału w komedii sportowej Dzikie koty (Wildcats, 1986) z Goldie Hawn jako zawodnik futbolu amerykańskiego Trumaine, dramacie sportowym Ulice złota (Streets of Gold, 1986) w roli utalentowanego boksera z Klausem Marią Brandauerem i Adrianem Pasdarem i serialu NBC Policjanci z Miami (Miami Vice, 1986). W 1987 wystąpił jako Mini Max w 17-minutowym teledysku Michaela Jacksona „Bad” w reżyserii Martina Scorsese jako przywódca gangu Mini Max. Jego kreacja sierżanta Bookmana w serialu HBO Opowieści wojenne z Wietnamu (Vietnam War Story, 1988) przyniosła mu nagrodę CableACE.
Po występie w komedii sportowej Pierwsza liga (Major League, 1989) u boku Toma Berengera, Charliego Sheena i Rene Russo oraz sensacyjnym dramacie kryminalnym Abla Ferrary Król Nowego Jorku (King of New York, 1990) z Christopherem Walkenem, Davidem Caruso i Laurence’em Fishburne’em, został zaangażowany do dwóch filmów Spike’a Lee – Czarny blues (1990) jako saksofonista jazzowy u boku Denzela Washingtona i Malaria (Jungle Fever, 1991).
Wystąpił potem w kasowych filmach: Biali nie potrafią skakać (White Men Can't Jump, 1992) z Woodym Harrelsonem jako uliczny koszykarz, Pasażer 57 (Passenger 57, 1992), Taniec na wodzie (Waterdance, 1992), Wschodzące słońce (Rising Sun, 1993) z Seanem Connerym, Człowiek demolka (Demolition Man, 1993) z Sylvestrem Stallone’em i Sandrą Bullock, Strefa zrzutu (Drop Zone, 1994), Ślicznotki (To Wong Foo, Thanks for Everything, Julie Newmar, 1995) jako jedna z trzech drag queen, Pociąg z forsą (Money Train, 1995) z Woodym Harrelsonem i Jennifer Lopez, Fan (The Fan, 1996) jako gwiazdor baseballu z Robertem De Niro i Ellen Barkin oraz Wydział pościgowy (U. S. Marshals, 1998) u boku Tommy’ego Lee Jonesa i Roberta Downeya Jr.
Jest dwukrotnym laureatem nagrody Image; za rolę króla handlu narkotykami w dramacie kryminalnym Mario Van Peeblesa New Jack City (1991) i postać George’a Du Vaula w tele dramacie HBO Amerykański sen (America’s Dream, 1996). Za kreację reżysera z Los Angeles w dramacie Romans na jedną noc (One Night Stand, 1997) został uhonorowany Pucharem Volpiego dla najlepszego aktora na 54. MFF w Wenecji.
Swoje umiejętności sztuk walki karate, kung-fu i capoeira zaprezentował na ekranie w roli dhampira Blade’a w filmie akcji Blade: Wieczny łowca (Blade, 1998), za którą odebrał nagrodę Blockbuster Entertainment, a także w sequelach – Blade: Wieczny łowca II (Blade 2, 2002) i Blade: Mroczna trójca (Blade: Trinity, 2004). Rolę odtworzył ponownie w Deadpool & Wolverine (2024).

## Życie prywatne

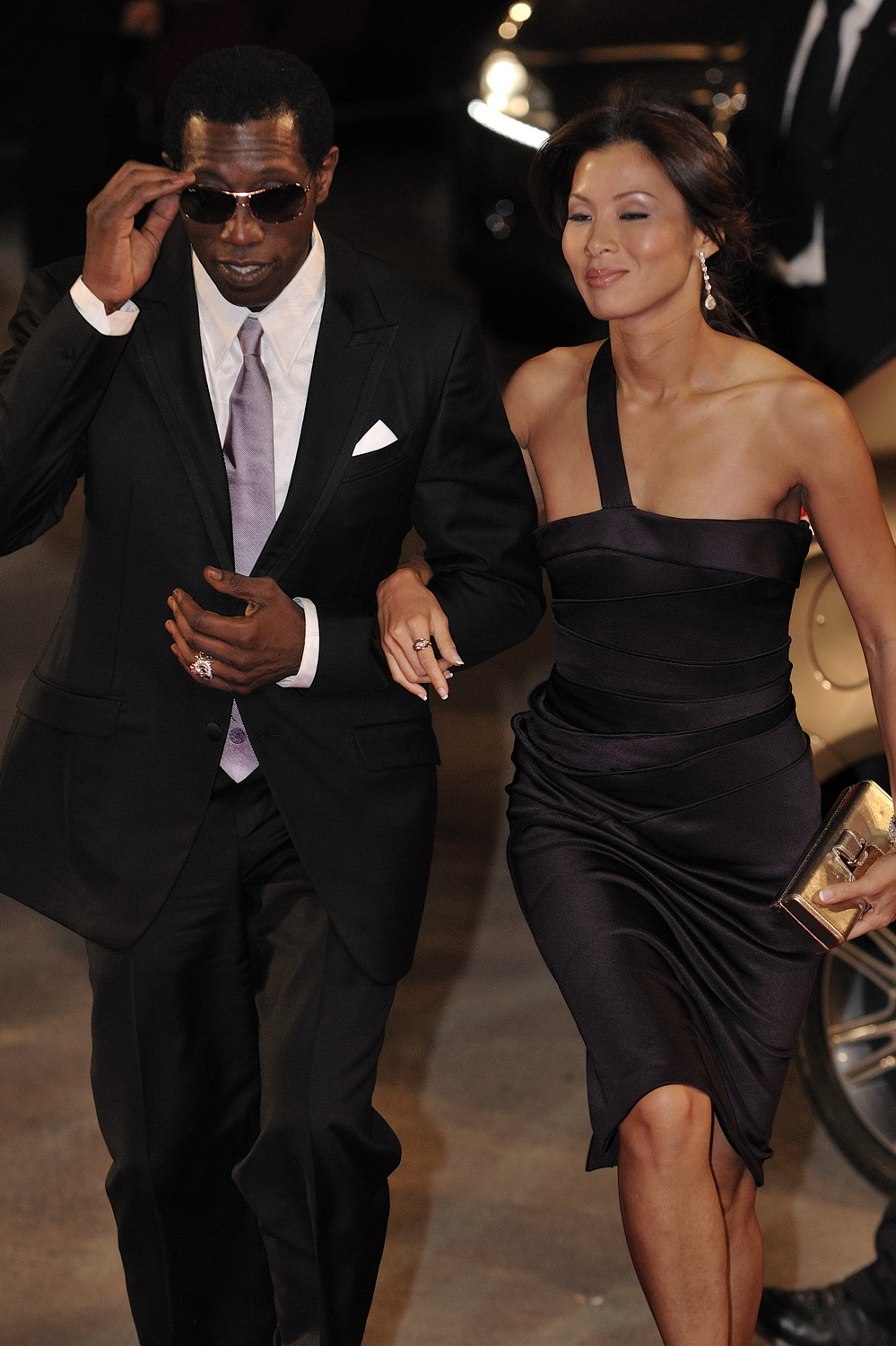
Snipes z drugą żoną Nakyuang Park na Festiwalu Filmowym w Wenecji w 2009 roku

Od 1985 do 1990 był żonaty z April DuBois, z którą ma syna Jelaniego Asara (ur. 1988). Spotykał się z Halle Berry (1990), Jadą Pinkett Smith (1991), Jennifer Lopez (od listopada 1994 do marca 1995) i azjatycką modelką Donną Wong (1996–1998). 17 marca 2003 poślubił koreańską artystkę malarkę Nakyung „Nikki” Park (ur. 1974). Mają czworo dzieci; synów: Akhenaten Kihwa-T (ur. 2001), Alaafia Jehu-T (ur. 2004) Alimayu Moa-T (ur. 2007) i córkę Iset Jua-T (ur. 2001).
W 1993 został zatrzymany za nielegalne posiadanie broni, a rok potem uciekając przed policją z prędkością ponad 200 km na godzinę spowodował wypadek i był aresztowany za przekroczenie prędkości na autostradzie. W 2008 sąd w stanie Floryda skazał aktora na 3 lata więzienia za przestępstwa podatkowe. Udowodniono mu umyślne uchylanie się od płacenia podatków federalnych w latach 1999–2001. Karę pozbawienia wolności rozpoczął 9 grudnia 2010 w więzieniu federalnym McKean Federal Correctional Institution. Z zakładu karnego został zwolniony 2 kwietnia 2013.

## Filmografia
| Rok  | Tytuł                     | Rola                            | Uwagi                                                          |
| ---- | ------------------------- | ------------------------------- | -------------------------------------------------------------- |
| 1986 | Dzikie koty               | Trumaine                        |                                                                |
| 1987 | Ulice złota               | Roland Jenkins                  |                                                                |
| 1987 | Vietnam War Story         | Młody żołnierz                  |                                                                |
| 1988 | Vietnam War Story II      | Młody żołnierz                  | Bezpośrednio na video                                          |
| 1989 | Pierwsza liga             | „Willie Mays” Hayes             |                                                                |
| 1990 | Czarny blues              | Shadow Handerson                |                                                                |
| 1990 | Król Nowego Jorku         | Thomas Flanigan                 |                                                                |
| 1991 | New Jack City             | Nino Brown                      | Nominacja do MTV Movie Award: Najlepszy czarny charakter       |
| 1991 | Malaria                   | Flipper „Flip” Purify           |                                                                |
| 1992 | Taniec na wodzie          | Raymond Hill                    |                                                                |
| 1992 | Biali nie potrafią skakać | Sidney „Syd” Deane              |                                                                |
| 1992 | Pasażer 57                | John Cutter                     |                                                                |
| 1993 | Punkt zapalny             | Jimmy Mercer                    |                                                                |
| 1993 | Wschodzące słońce         | Lt. Webster „Web” Smith         |                                                                |
| 1993 | Człowiek demolka          | Simon Phoenix                   |                                                                |
| 1994 | Sugar Hill                | Roemello Skugs                  |                                                                |
| 1994 | Strefa zrzutu             | Pete Nessip                     |                                                                |
| 1995 | Ślicznotki                | Noxeema Jackson                 |                                                                |
| 1995 | Pociąg z forsą            | John                            |                                                                |
| 1996 | Fan                       | Bobby „Bob” Rayburn             |                                                                |
| 1997 | Morderstwo w Białym Domu  | detektyw Harlan Regis           |                                                                |
| 1997 | Romans na jedną noc       | Maximilian „Max” Carlyle        | Puchar Volpi na Festiwalu Filmowym w Wenecji w 1997 r.         |
| 1998 | Wydział pościgowy         | Mark J. Sheridan/Warren/Roberts |                                                                |
| 1998 | Blade: Wieczny łowca      | Blade/Eric Brooks/The Daywalker | Także jako choreograf sztuk walki i producent                  |
| 1998 | Sport przyszłości         | Obike Fixx                      | TV                                                             |
| 1998 | Wracając do korzeni       | Will Sinclair                   | Także jako producent wykonawczy                                |
| 2000 | Zasady walki              | Neil Shaw                       |                                                                |
| 2000 | Stracone nadzieje         | Franklin Swift                  | Także jako producent                                           |
| 2002 | W zasięgu strzału         | Joe                             |                                                                |
| 2002 | Blade: Wieczny łowca II   | Blade/Eric Brooks/The Daywalker | Także jako choreograf i koordynator sztuk walki oraz producent |
| 2002 | ZygZak                    | David „Dave” Fletcher           |                                                                |
| 2002 | Champion                  | Monroe „Undisputed” Hutchens    | Także jako producent                                           |
| 2004 | Antidotum                 | Dean Cage                       | Bezpośrednio na DVD                                            |
| 2004 | Blade: Mroczna trójca     | Blade/Eric Brooks/The Daywalker | Także jako producent                                           |
| 2005 | 7 sekund                  | Jack Tulliver                   | Bezpośrednio na DVD                                            |
| 2005 | Strzelec wyborowy         | Malarz                          | Bezpośrednio na DVD                                            |
| 2005 | Teoria chaosu             | Jason York/Scott Curtis/Lorenz  |                                                                |
| 2006 | Pieskie szczęście         | Lucky                           | Bezpośrednio na DVD                                            |
| 2006 | Detonator                 | Sonni Griffith                  | Bezpośrednio na DVD                                            |
| 2007 | Zamachowiec               | James Dial                      | Bezpośrednio na DVD                                            |
| 2008 | Zasady walki II – Zdrada  | Neil Shaw                       | Bezpośrednio na DVD                                            |
| 2009 | Gliniarze z Brooklynu     | Casanova „Caz” Phillips         | Black Reel Award for Best Supporting Actor                     |
| 2010 | Zabójcza gra              | agent Marcus                    |                                                                |
| 2012 | Gallowwalkers             | Aman                            |                                                                |
| 2014 | Niezniszczalni 3          | Doc                             |                                                                |
| 2015 | Chi-Raq                   | Cyclops                         |                                                                |
| 2017 | Zbrojna odpowiedź         | Isaac                           |                                                                |
| 2017 | Zanosi się na burzę       | Łowca                           |                                                                |
| 2019 | Nazywam się Dolemite      | D'Urville Martin                |                                                                |
| 2020 | Bezlitosne miasto         | Lawrence                        |                                                                |
| 2021 | Książę w Nowym Jorku 2    | Generał Izzi                    |                                                                |
| 2024 | Deadpool & Wolverine      | Blade/Eric Brooks/The Daywalker |                                                                |

### Telewizja
| Rok  | Tytuł                                           | Rola             | Uwagi                                                               |
| ---- | ----------------------------------------------- | ---------------- | ------------------------------------------------------------------- |
| 1986 | Policjanci z Miami                              | Silk             | Odcinek „Streetwise"                                                |
| 1987 | Vietnam War Story                               | Young Soldier    | Odcinek „An Old Ghost Walks the Earth"                              |
| 1989 | A Man Called Hawk                               | Nicholas Murdock | Odcinek „Choice of Chance"                                          |
| 1989 | The Days and Nights of Molly Dodd               | Hood             | Odcinek „Here’s Why You Should Always Make Your Bed in the Morning" |
| 1990 | H.E.L.P.                                        | Lou Barton       |                                                                     |
| 1997 | Happily Ever After: Fairy Tales for Every Child | The Pied Piper   | Odcinek „The Pied Piper"                                            |
| 2002 | The Bernie Mac Show                             | Duke             | Rope-a-Dope                                                         |

### Inne
| Rok  | Tytuł                                                  | Rola               | Uwagi                            |
| ---- | ------------------------------------------------------ | ------------------ | -------------------------------- |
| 1986 | Execution of Justice                                   | Siostra Boom Boom  | Broadway                         |
| 1987 | Bad                                                    | Mini Max           | 18 minutowy teledysk/krótki film |
| 1987 | Critical Condition                                     | Kierowca ambulansu | Drobna rola                      |
| 1995 | Czekając na miłość                                     | James Wheeler      | Niewymieniony w czołówce         |
| 1998 | Masters of the Martial Arts presented by Wesley Snipes | on sam             | Dokument                         |
| 1998 | Jackie Chan: My Story                                  | on sam             | Dokument                         |
| 1999 | Kumpel do bicia                                        | Kibic przy ringu   | Drobna rola                      |